# Mattias Mainiero
Mattias Mainiero (Torre del Greco, 6 giugno 1955) è un giornalista italiano.

## Biografia
Vive a Roma. È sposato e ha una figlia. Ha cominciato la sua carriera a Napoli dopo gli studi di medicina ed è stato direttore de Il Giornale d'Italia, del quotidiano economico Il Fiorino e della televisione romana Televita. Ha lavorato per Il Mattino, Vita Sera, il Sabato e Il Messaggero ed è stato capo della redazione romana de Il Borghese sotto la direzione di Vittorio Feltri, quindi editorialista, caporedattore ed inviato del quotidiano Libero. Autore di vari saggi tra cui L'Italia racconta e Scritti pirati, su Libero  e su Libero online  ha curato la rubrica quotidiana A tu per tu di risposta ai lettori e in prima pagina la rubrica satirica Caffeina.